# Die Antwort kennt nur der Wind
Die Antwort kennt nur der Wind ist ein deutsch-französischer Actionfilm von Alfred Vohrer aus dem Jahr 1974. Er basiert auf dem gleichnamigen internationalen Bestseller von Johannes Mario Simmel.

## Handlung
Der Fahnder einer Versicherungsgesellschaft soll herausfinden, ob der Tod eines deutschen Bankiers bei der Explosion seiner Luxusyacht Unfall oder Mord war. Dann findet der ermittelnde Robert Lucas heraus, dass hinter dem Ganzen ein verbrecherischer Ring des internationalen Geldadels steckt. Um sich und seiner Geliebten ein angenehmes Leben zu gestalten, schreckt er nicht vor Erpressung zurück. Er wird an seiner eigenen Geldgier scheitern.

## Hintergrund
Der Film wurde vom 24. August bis zum 30. Oktober 1974 in Cannes, Nizza, Èze, Zürich, München und Frankfurt am Main gedreht. Es war die sechste und letzte Simmel-Verfilmung von Alfred Vohrer. In einem Kurzauftritt ist Friedrich Nowottny als Fernsehansager zu sehen.
Die Uraufführung des Krimidramas fand am 20. November 1974 in Mainz im Kino Rex statt.

## Kritiken
Das Lexikon des internationalen Films beschreibt den Film als eine „[p]ublikumswirksame Mischung aus Traumfabrik, Actionkino und Liebesgeschichte.“
Laut Adolf Heinzlmeier und Berndt Schulz sei Die Antwort kennt nur der Wind ein „straff inszeniertes Erzählkino mit überzeugenden Darstellern. (Wertung: 2½ Sterne = überdurchschnittlich)“

## Auszeichnungen
1975 war der Film beim Internationalen Filmfestival Moskau für den Goldenen Preis nominiert.